# Ludwig Donath
Ludwig Donath, conosciuto anche come Louis Donath (Vienna, 6 marzo 1900 – New York, 29 settembre 1967), è stato un attore austriaco.
Ha recitato in molti film statunitensi.

## Biografia
Donath studiò all'Accademia d'Arte Drammatica di Vienna e divenne uno degli interpreti di maggior rilevanza dei palcoscenici di Berlino. Quando Hitler diventò Cancelliere nel 1933, Donath ritornò a Vienna, dove continuò la sua professione d'attore teatrale e cinematografico fino all'Anschluss del 1938, dopodiché si trasferì negli Stati Uniti.
Morì di leucemia nel settembre del 1967.

## Filmografia parziale

### Cinema
- Theodor Herzl, der Bannerträger des jüdischen Volkes, regia di Otto Kreisler (1921)
- Mädchen zum Heiraten, regia di Wilhelm Thiele (1932)
- Füsilier Wipf , regia di Hermann Haller, Leopold Lindtberg (1938)
- La dama di Chung-King (Lady from Chungking), regia di William Nigh (1942)
- Anche i boia muoiono (Hangmen Also Die!), regia di Fritz Lang (1943)
- Traditori (The Master Race), regia di Herbert Biberman (1944)
- The Hitler Gang, regia di John Farrow (1944)
- Contrattacco (Counter-Attack), regia di Zoltán Korda (1945)
- Gilda, regia di Charles Vidor (1946)
- I rinnegati (Renegades), regia di George Sherman (1946)
- Al Jolson (The Jolson Story), regia di Alfred E. Green (1946)
- Il ritorno di Montecristo (The Return of Monte Cristo), regia di Henry Levin (1946)
- The Devil's Mask, regia di Henry Levin (1946)
- Oppio (To the Ends of the Earth), regia di Robert Stevenson (1948)
- Il verdetto (Sealed Verdict), regia di Lewis Allen (1948)
- Soldato di ventura (The Fighting O'Flynn), regia di Arthur Pierson (1949)
- L'amabile ingenua (The Lovable Cheat), regia di Richard Oswald (1949)
- Il grande peccatore (The Great Sinner), regia di Robert Siodmak (1949)
- Non c'è passione più grande (Jolson Sings Again), regia di Henry Levin (1949)
- La città del terrore (The Killer That Stalked New York), regia di Earl McEvoy (1950)
- Il sottomarino fantasma (Mystery Submarine), regia di Douglas Sirk (1950)
- Il grande Caruso (The Great Caruso), regia di Richard Thorpe (1951)
- Damasco '25 (Sirocco), regia di Curtis Bernhardt (1951)
- Senza madre (My Pal Gus), regia di Robert Parrish (1952)
- Il re d'Israele (Sins of Jezebel), regia di Reginald Le Borg (1953)
- I veli di Bagdad (The Veils of Bagdad), regia di George Sherman (1953)
- Il sipario strappato (Torn Curtain), regia di Alfred Hitchcock (1966)
- La spia dal cappello verde (The Spy in the Green Hat), regia di Joseph Sargent (1967)
- L'emblema di Viktor (Too Many Thieves), regia di Abner Biberman (1967)

### Televisione
- The Doctor – serie TV, episodio 1x12 (1952)
- The Alcoa Hour – serie TV, episodio 2x08 (1957)
- The Dick Powell Show – serie TV, episodi 1x05-2x20 (1961-1963)
- Ben Casey – serie TV, episodio 2x06 (1962)
- Ai confini della realtà (The Twilight Zone) – serie TV, episodio 4x04 (1963)
- Bonanza – serie TV, episodio 4x24 (1963)

## Doppiatori italiani
- Gualtiero De Angelis in Il verdetto, Il grande Caruso
- Bruno Persa in La dama di Chung-King
- Carlo Romano in Il sipario strappato